# Polygonatum macropodum
Polygonatum macropodum là một loài thực vật có hoa trong họ Măng tây. Loài này được Turcz. miêu tả khoa học đầu tiên năm 1832.